# 教育ニ関スル勅語
教育ニ関スル勅語（きょういくにかんするちょくご、旧字体：敎育ニ關スル敕語）または教育勅語（きょういくちょくご、旧字体：敎育敕語）は、明治天皇が近代日本の教育の基本方針として下した勅語。
1890年（明治23年）10月30日に下され、1948年（昭和23年）6月19日に国会によって排除または失効確認された。

## 概要
「教育ニ関スル勅語」（教育勅語）は、教育の基本方針を示す明治天皇の勅語である。1890年（明治23年）10月30日に下され、翌31日付の官報などで公表された。公式文書においては「教育ニ関スル勅語」と表現するが、一般的には「教育勅語」と表現される。全文315字。
「勅語」として明治天皇の御名のもとに頒布されたが、実際は1890年2月に開催された地方官会議において、当時の第1次山縣内閣に対して徳育原則の確立を迫る建議が行われたのが直接の契機となり、法制局長井上毅と枢密顧問官元田永孚らが中心となって起草した。前身的な物として、自由民権運動や欧化政策への反発の中で1879年（明治12年）に起草された「教学聖旨」や、1882年（明治15年）に頒布された「幼学綱要」などがあり、この思想と政策を引き継いだものが教育勅語である。国民道徳の基本と教育の根本理念を明示するために発布された。
その内容に関しては、頒布当初から難解であり、多数の解釈が存在する。現代における解釈の一例として2006年刊行の『精選版 日本国語大辞典』のものを挙げると、古来天皇は徳をもって統治してきたことを述べ、つづいて国民の守るべき「徳目」を掲げ、もって皇室を扶翼すべきとしている。「徳目」の具体的な内容に関しても多数の解釈が存在し、戦前の注釈書では9個から16個くらいの徳目に分類するのが主流であるが（そもそも徳目を掲げているのかいないのかという点にも諸説ある）、現代においては1973年に明治神宮社務所より刊行された『大御心 明治天皇御製 教育勅語 謹解』の解釈が広く普及しており、著作権が不明（おそらく未了）のため具体的に記すことはできないが、「12の徳目」にまとめている。「現代語訳」に関しては、「勅語」（天皇のおことば）を自分の言葉で言いかえることは「不敬」であるため、ほとんど存在しないが（大日本帝国憲法下では不敬罪に問われる可能性がある）、1940年に文部省図書局が制作した「教育に関する勅語の全文通釈」（通称「全文通釈」）がよく知られている。例えば解釈の難しい「一旦緩󠄁急󠄁アレハ義勇󠄁公󠄁ニ奉シ」の部分は、太平洋戦争中の国民学校4年生向けの教科書『初等科修身　四』（1941年、通称「第五期修身書」）では「命をささげて」と解釈されるなど、教育勅語は、頒布当初から時代に合わせて恣意的な解釈が行われてきた歴史があり、1948年の国会決議で失効が確認された後も現代にいたるまで、明治天皇の御名を借りた個々人によって恣意的な解釈が行われ続けている（教育ニ関スル勅語#解釈の歴史を参照）。
1946年（昭和21年）11月3日、明治天皇の孫である昭和天皇によって日本国憲法が公布され、翌1947年（昭和22年）5月3日に施行された。日本国憲法98条1項には「この憲法は、国の最高法規であつて、その条規に反する法律、命令、詔勅及び国務に関するその他の行為の全部又は一部は、その効力を有しない」と、いわゆる「憲法の最高法規性」が明記されていた。また、1946年開催の第90回帝国議会における新憲法の教育に関する規定の議論を受け、日本国憲法の施行に先行する形で、同じく明治天皇の孫である昭和天皇によって、1947年3月31日に教育基本法が公布・施行された。にもかかわらず、教育基本法の施行後も「教育勅語」が存置されていたことから、1948年6月19日、衆議院において、「神話的国体観」「主権在君」を標榜する教育勅語は「民主平和国家」「主権在民」を標榜する日本国憲法に違反しているとされ、憲法の最高法規性を規定した日本国憲法第98条に基づいて「教育勅語等排除に関する決議」が行われ、「教育勅語」は「陸海軍軍人に賜はりたる敕諭」、「戊申詔書」、「青少年学徒に賜りたる勅語」などの「教育に関する諸詔勅」と同時に排除された。また同日、参議院においても、日本国憲法の人類普遍の原理に則り教育基本法が施行された結果として、「教育勅語」等の諸詔勅は既に廃止されてその効力を失っている事実が明確にされ、全国民が一致して教育基本法の明示する新教育理念の普及徹底に努力をいたすべきことを期する「教育勅語等の失効確認に関する決議」が行われた。これらの国会決議より、日本国において教育勅語は既に失効していることが確認され、教育勅語は日本国から排除された。
その後の日本国憲法下の日本国においては、国民国家の法規として日本国憲法自体が最高法規となり（第98条：憲法の最高法規性）、これに違反する「詔勅」は失効した。また前記の「教育に関する諸詔勅」に代わって、日本国憲法に沿った「教育基本法」などの各種法令を国民道徳の指導原理として日本国政府は推進するようになった。
しかしその後も文部大臣天野貞祐の教育勅語擁護発言（1950年）や首相田中角栄の勅語徳目普遍性発言（1974年）など、教育勅語擁護論は根強く、憲法改正や戦後天皇制再検討論とも並行して教育勅語再評価の動きも多い。2017年現在の日本国政府の公式の見解としては、「現行の憲法、教育基本法の趣旨には教育勅語が合致しない」という1983年5月の参院決算委員会に置ける瀬戸山三男文部大臣の見解を踏襲しており、「教育勅語を我が国の教育の唯一の根本とするような指導を行うことは不適切」であるが、「憲法や教育基本法等に反しないような形で教育勅語を教材として用いることまでは否定されることではない」との立場である。
なお1947年施行の「教育基本法」（旧教育基本法）は、教育勅語を置き替える形で制定されたという性質上、「教育勅語」の復活どころか「教育基本法」の改正論議自体が長らく慎重に取り扱われ、教育勅語の運用年数を上回る50年以上にわたって同じものが運用されてきたが、中央教育審議会の答申「新しい時代にふさわしい教育基本法と教育振興基本計画の在り方について」（2003年3月）を受け、2006年に「改正教育基本法」が成立した。これが現行の教育法である。
なお、勅語自体に名前がついているわけではない。「教育ニ関スル勅語」とは様々な勅語の中から区別しやすいように名前が付けられているのであって、正式名称ではなく通称である。

## 歴史

### 発表までの経緯
前史には教学聖旨の起草（1879年）や幼学綱要の頒布（1882年）等、自由民権運動・欧化政策に反対する天皇側近らの伝統主義的・儒教主義的な徳育強化運動がある。

発布までには様々な教育観が対立した。学制公布（1872年）当初は文明開化に向け、個人の「立身治産昌業」のための知識・技術習得が重視されたが、政府は自由民権運動を危険視・直接弾圧し、また自由民権思想が再起せぬよう学校教育の統制に動き、天皇は1879年の「教学聖旨」で仁義忠孝を核とした徳育の根本化の重要性を説いた。もっとも、教学聖旨は、儒教と読み書き算盤を柱とするあまりにも前近代的な内容であったため顧みられることはなかった。

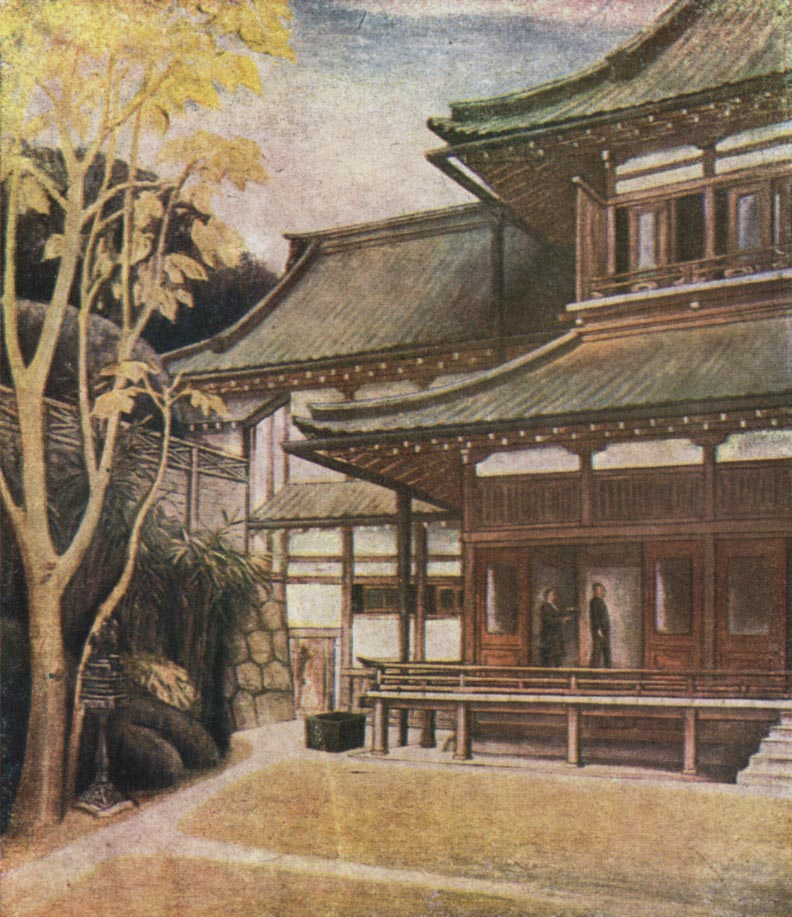
教育勅語御下賜之図（安宅安五郎画）

1890年10月30日に発表された教育勅語は、山縣内閣の下で起草された。その直接の契機は、内閣総理大臣山縣有朋の影響下にある地方長官会議が、同年2月26日に「徳育涵養の義に付建議」を決議し、知識の伝授に偏る従来の学校教育を修正して、道徳心の育成も重視するように求めたことによる。また、明治天皇が以前から道徳教育に大きな関心を寄せていたこともあり、文部大臣の榎本武揚に対して道徳教育の基本方針を立てるよう命じた。ところが、榎本はこれを推進しなかったため更迭され、後任の文部大臣として山縣は腹心の芳川顕正を推薦した。これに対して、明治天皇は難色を示したが、山縣が自ら芳川を指導することを条件に天皇を説得、了承させた。文部大臣に就任した芳川は、天皇から箴言編集の命を請けた。編集作業は初め中村正直に委嘱され、法制局長官井上毅に移り、枢密顧問官元田永孚が協力する形で進行した。
中村原案について、山縣が井上毅・内閣法制局長官に示して意見を求めたところ、井上は中村原案の宗教色・哲学色を理由に猛反対した。山縣は、政府の知恵袋とされていた井上の意見を重んじ、中村に代えて井上に起草を依頼した。井上は、中村原案を全く破棄し、「立憲主義に従えば君主は国民の良心の自由に干渉しない」ことを前提として、宗教色を排することを企図して原案を作成した。井上は自身の原案を提出した後、一度は教育勅語構想そのものに反対したが、山縣の教育勅語制定の意思が変わらないことを知り、自ら教育勅語起草に関わるようになった。この井上原案の段階で、後の教育勅語の内容はほぼ固まっている。
一方、天皇側近の儒学者である元田永孚は、以前から儒教に基づく道徳教育の必要性を明治天皇に進言しており、1879年（明治12年）には儒教色の色濃い教学聖旨を起草して、政府幹部に勅語の形で示していた。元田は、新たに道徳教育に関する勅語を起草するに際しても、儒教に基づく独自の案を作成していたが、井上原案に接するとこれに同調した。井上は元田に相談しながら語句や構成を練り、最終案を完成した。内容は3段からなり、第1段では天皇の有徳と臣民の忠誠が「国体ノ精華」にして「教育ノ淵源」であるとし、第2段では「父母ニ孝ニ」から「天壌無窮ノ皇運ヲ扶翼スヘシ」に至る14の徳目を示し、第3段ではこれらの徳が「皇祖皇宗ノ遺訓」に発し永遠に遵守されるべき普遍妥当性を持つとする。
1890年（明治23年）10月30日に発表された「教育ニ関スル勅語」は、国務に関わる法令・文書ではなく、天皇自身の言葉として扱われたため、天皇自身の署名だけが記され、国務大臣の署名は副署されなかった。井上毅は明治天皇が直接下賜する形式を主張したが容れられず、文部大臣を介して下賜する形がとられた。政治上の一般詔勅と区別するため大臣副署が無い。

### 発表後
発布後、10月31日文部省が謄本を作り、全国の学校に頒布し、その趣旨の貫徹に努めるよう訓令した。12月25日直轄学校にたいし天皇親署の勅語を下付した（訓令）。学校儀式などで奉読され、国民道徳の絶対的基準・教育活動の最高原理として圧倒的権威があり、これが修身科をはじめ諸教科を規制した。1890年11月3日帝国大学で奉読式がおこなわれ、東京工業学校・東京府尋常師範学校・東京府尋常中学校などでもおこなわれた。
教育勅語が発表された翌年の1891年（明治24年）には、第一高等中学校の嘱託教員であった内村鑑三が教育勅語に最敬礼をしなかったことへの批判（内村鑑三不敬事件）をきっかけに、各校に配布された教育勅語の写しを丁重に取り扱うよう命じる旨の訓令が発せられた。また、同年に定められた小学校祝日大祭日儀式規定（明治24年文部省令第4号）や、1900年（明治33年）に定められた小学校令施行規則（明治33年文部省令第14号）などにより、祝祭日に学校で行われる儀式では教育勅語を奉読（朗読）することなどが定められた。これ以後、教育勅語は教育の第一目標とされるようになった。紀元節（2月11日）、天長節（天皇誕生日）、明治節（11月3日）および1月1日（元日、四方節）の四大節と呼ばれた祝祭日には、学校で儀式が行われ、全校生徒に向けて校長が教育勅語を厳粛に読み上げ、その写しは御真影（天皇・皇后の写真）とともに奉安殿に納められて、丁重に扱われた。その趣旨は、明治維新以後の大日本帝国で、修身・道徳教育の根本規範と捉えられた。
文部省が英語に翻訳し、そのほかの言語にも続々と翻訳した。外地（植民地）で施行された朝鮮教育令や台湾教育令では、教育全般の規範ともされた。
その一方で、文部大臣西園寺公望は、教育勅語が余りにも国家中心主義に偏り過ぎて「国際社会における日本国民の役割」などに触れていないという点などを危ぶみ、いわゆる第二教育勅語を起草した（草稿は現在立命館大学が所蔵）。もっとも、この構想は西園寺の文部大臣退任により実現しなかった。

### 第二次世界大戦中

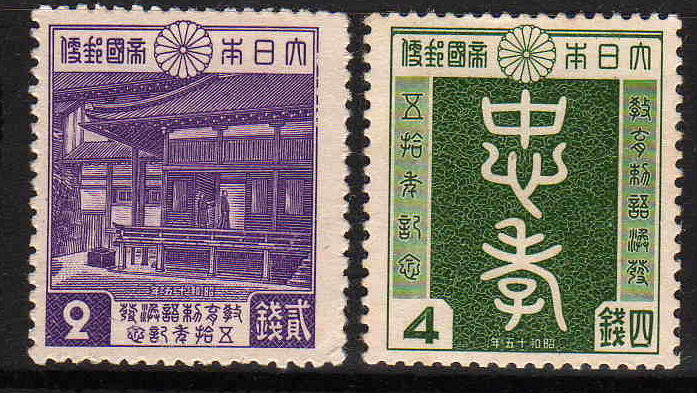
勅語発布50周年記念切手。1940年発行

いわゆる戦争期には極端に神聖化されたといわれる。治安維持法体制下の1930年代に入ると、教育勅語は国民教育の思想的基礎として神聖化された。教育勅語の写しは、ほとんどの学校で「御真影」（天皇・皇后の写真）とともに奉安殿・奉安庫などと呼ばれる特別な場所に保管された。また、生徒に対しては教育勅語の全文を暗誦することも強く求められた。特に戦争激化の中にあって、1938年（昭和13年）に国家総動員法（昭和13年法律第55号）が制定・施行されると、その体制を正当化するために利用された。そのため、教育勅語の本来の趣旨から乖離する形で軍国主義の教典として利用されるに至った。

### 第二次世界大戦後
終戦の8月15日、太田耕造文相は文部省訓令第5号で国体護持を意識した教育をすることを告げた。また9月15日、前田多門文相のもとで「新日本建設の教育方針」が出され、「教育ハ益々国体ノ護持ニ努ムル」。とした。
国体護持を謳う状況にGHQ及びCIEは危惧していたものの、当初は教育勅語廃止については肯定せず、日本国内で起きていた新教育勅語渙発論に肯定的な見方をしていた。
またアメリカ対日教育使節団（1次）は非公式に新勅語に相当するものを国会から出すことを勧めた。
新教育勅語案として有賀鉄太郎が起草したとされる「京都勅語案」がある。
文部省は1946年（昭和21年）10月に「勅語及び詔書等の取扱いについて」と題する次官通牒により、教育勅語を教育の根本規範とみなすことをやめ、さらに国民学校令施行規則を改正して、国民学校（小学校）で四大節の儀式で教育勅語を読み上げる規定を廃止した四大節に儀式を行うこと自体は廃止されず、単に「祝賀」することが定められた。なお、同令施行後に初めて行われた明治節（11月3日）の儀式は、同日が日本国憲法の公布日でもあったことから、新憲法の公布を祝賀する意義も付け加えられた。奉読と神格的扱いが禁止された。
その後、政府は憲法改正や国内世論に影響され、新勅語渙発論は次第に衰退し、教育法規の法律で定める意向に転換した。またこれに伴い、制定作業が行われていた学校教育法とは別に、教育基本法が制定されることとなったことでその動きは加速した。
1947年（昭和22年）に教育基本法（旧教育基本法）が公布・施行されると、当初日本国政府と国会は教育勅語を『教育基本法の基礎』として位置付けようとしたが、この方針はGHQの認めるところとはならなかった。
国民が子弟に普通教育を施す義務（義務教育）、児童が教育を受ける権利（それも個々の状態に合わせ適切であること）に関する基本規定が制定されたのは日本国憲法が出来てからのことである。
1948年（昭和23年）6月19日、衆議院で「教育勅語等の排除に関する決議」、参議院で「教育勅語等の失効確認に関する決議」がそれぞれ決議されて、教育勅語は学校教育から排除あるいは失効確認され、謄本は回収・処分された。
1950年11月16日に行われた文教審議会（委員は吉田茂首相ほか）では、教育基準として教育勅語に代わる道徳綱領の必要性が議論されたが、作る必要はないとする意見が多数を占めた。

### 廃止後
教育勅語はその後、軍人の規律を説く軍人勅諭と同列におくことで軍事教育や軍国主義を彷彿とさせる傾向があるとされ、戦後日本においては公の場で教育勅語を聞くことはほぼ皆無となっている。時折、何らかの形で注目されて教育基本法の存在も踏まえた議論が起こるときもある（稲田朋美や西田昌司の発言など）。

その後、当時の文部大臣天野貞祐の教育勅語擁護発言（1950年）、首相田中角栄の勅語徳目の普遍性発言（1974年）等、教育勅語の擁護は根強く、憲法改正を含む戦後天皇制再検討との関連で、一部政界財界人、学者・文化人、神社関係者等で、再評価が続いている。

### 現在
文部省・文部科学省の中央教育審議会、市区町村における教育関連の研究会・勉強会などでは、教育勅語が勅令ではなく法令としての性質を持たなかったこと、教育基本法が教育勅語を形骸化するものとなった一方で法令であること、教育勅語が過去に国会で排除・失効確認されていること、教育勅語の内容は道徳的な記述がなされているに過ぎないこと、等々をふまえ、教育基本法を論じる際には比較・参考の資料とすることもあり、一部では部分的な復活についての話題が出ることもある。「教育勅語について、排除・失効決議に関係なく、副読本や学校現場で活用できると思うがどうか」という質問について、文部科学省初等中等教育局長は「教育勅語を我が国の教育の唯一の根本理念であるとするような指導を行うことは不適切であるというふうに考えますが、教育勅語の中には今日でも通用するような内容も含まれておりまして、これらの点に着目して学校で活用するということは考えられる」と答弁している。教育勅語を教育理念の中に取り入れ、生徒に暗唱させている私立学校もある。

## 本文
（原文は「―顕彰スルニ足ラン」までと日付と署名捺印のみが分けられ全てつながっている）

## 現代語訳
多くの訳があるが、公的な根拠を持つ訳としては昭和15年（1940年）文部省内に設置された「聖訓ノ述義ニ関スル協議会」の報告で文部省図書局がした「教育に関する勅語の全文通釈」がある。研究者の間では「全文通釈」と呼ばれる。（仮名遣い，ルビ，段落など原文のまま。）

## 解説
難解であるため、解釈する人によって、複数の解釈が存在する。公式解釈としては、明治天皇の上覧を得た「官定解釈」と研究者に呼ばれる井上哲次郎の『勅語衍義（えんぎ）』（1891年）のほか、戦前の文部省が折々の時局に合わせて布告したもの、特に明治末期以降、戦前の全ての小学生が学んだ国定修身書の解釈が相当するとされるが、それらにおいてすら解釈に若干のぶれが存在する。
例えば、文部省発行の修身の国定教科書における「教育勅語」の解釈は、「第二期修身書」（1910年-）から「第五期修身書」（-1945年）においてはどの年度でもだいたい同じだが、「第四期修身書」では「一身をさゝげて」と解釈されている「一旦緩󠄁急󠄁アレハ義勇󠄁公󠄁ニ奉シ」の部分が、「第五期修身書」（『初等科修身』）では「命をささげて」と解釈されているなど、時局によっては小学生を相手にダイレクトな表現を使ったりするような細かい違いがある。なお、この部分は『勅語衍義』においては「国家の為めに死するより愉快なることなかるべきなり」とさらにダイレクトに解釈されている。

### 『尋常小学修身書　巻六』による解説
国定教科書による解釈を示すため、1939年に発行された『尋常小学修身書 巻六』の内容を以下に引用する。本書では、「臣民」の一人である教科書の執筆者が、同じく「臣民」の一人である小学校6年生の読者に語り掛ける形式をとり、かつて勅語の発布時点では「皇祖皇宗」（皇室の祖先）の「子孫」であるところの「天皇」であったが、本書の発行時点では既に崩御して「皇祖皇宗」の一柱となっている「朕」こと明治天皇の言葉を逐語的に解説している。

## 解釈の歴史
発布当時の東京高等師範学校校長にして「東洋史の父」と呼ばれる高名な学者・那珂通世をして「聖訓の懇到なるに感泣するのみ。豈敢て妄に一辞を賛することを得んや」と言わしめるなど、発布当時から一言一句が神聖視された教育勅語だが、実際問題として解りにくい箇所が多いため、発表直後より学者による学術的な解釈、文部省や衆参議院など政府機関による公式・半公式の解説書が多数制作されている（那珂通世自身も、何冊か解説書を出している）。また「教育勅語の公式解釈の解釈」なども制作された。 1940（昭和15）年文部省内に設置された聖訓ノ述義ニ関スル協議会の報告「聖訓ノ述義ニ関スル協議会報告」の中の「附録一，教育勅語衍義書目録」によれば，1890（明治23） 年から1939（昭和14）年までの間に刊行された「衍義書」として306冊が挙げられている。
「近代国家として成立したばかりの大日本帝国」を前提に1890年に発布された教育勅語は、日本が列強の仲間入りを果たした日清戦争（1894年）後くらいから既に時代に合わなくなり始めたため、第3次伊藤内閣（1898年-）時代の文相・西園寺公望によって列強国の国民としての社会道徳を説いた『第二教育勅語』の起草が行なわれたが、教育勅語は一言一句が神聖視されていたため、「教育勅語の改訂」という作業が行えなかった。そのため、「戊申詔書」（1908年）や「青少年学徒ニ賜ハリタル勅語」（1939年）などの新たな勅語の発布で教育勅語を補うとともに、「教育勅語の再解釈で補う」という方式が取られ、時局に合わせて教育勅語は再解釈された。これらの解釈は、社会情勢や時局の推移によってかなり違い、特に太平洋戦争期には、極めて戦時色の強い解釈が行われている。これらはすべて廃止される1948年に至るまで、教育の基本方針として使い続けられた。
そのほか時代により、公的根拠や学問的背景のない一般人による独自解釈が存在する。例えば「生きて虜囚の辱めを受けず」の『戦陣訓』の執筆者、中柴末純陸軍少将の『皇道世界観』（1942年）など大戦中の狂信的な解釈、戦後社会に合致させようと独自解釈した「国民道徳協会」訳などがある。そしてこれらの素人解釈でも、執筆者の地位や発行母体によっては広く知られている場合もある。
なお、勅語や御製などの天皇の言葉は、いわゆる現代語訳はおろか、何らかの言い換えをすることすら戦前は不敬とみなされかねないため、基本的に教育勅語を解説した書物は、まず勅語の全文を掲載した後、勅語の一部分ごとに区切って抜き出して、その意味を謹んで解釈する「謹解」という形式をとる。
勅語衍義（1891年）
解説書の中でも、井上哲次郎の『勅語衍義(えんぎ)』（1891年9月）は、勅語の起草者の一人である中村正直自身がこれを閲し、また勅語を発布した文部大臣・芳川顕正が巻頭に賛を寄稿しているため、単に一人の学者による著作ではなく、政府による半公式の解釈ともいうべきものであり、「官定解釈」と研究者の間で呼ばれる。本書は刊行後に明治天皇自身の上覧に供された。
1899年には増訂版の『増訂勅語衍義』が刊行されている。井上は1926年に不敬事件を起こして公職を追放され、この時点で井上および『勅語衍義』の解釈は政治的影響力を失った。
本書の序文において、井上は、勅語の趣旨を「孝悌忠信、共同愛国」すなわち「孝悌忠信ノ徳行ヲ修メ、共同愛国ノ義心ヲ培養セザルベカラザル所以」を述べた物だと端的に記している。
昭和時代には『勅語衍義』も絶版となり、教育勅語や『勅語衍義』が成立した時代背景も忘れられていたため、1942年（昭和17年）には井上の米寿の記念として、『勅語衍義』の復刻版とともに当時の時代背景の解説などを付録した『釈明 教育勅語衍義』が刊行されている。井上哲次郎は、民主主義国家としての日本国の成立を見ることなく、終戦の数か月前に亡くなった。
漢英仏独教育勅語訳纂（1907年）
1907年に文部省によって中国語・英語・フランス語・ドイツ語に翻訳された。このうち、菊池大麓を中心とするメンバーによって訳された英訳版「The Imperial Rescript on Education」が、文語体の日本語による原文では明確にし得ていないものを明確にしている事実上の公式解説として良く知られる。
この英訳版では文頭部分において、大日本帝国における「朕」と「臣民」の関係を「Know ye, Our subjects:」という形で端的に表現している。
国定修身書　六（1907年）
学校教育では、1907年より設置された尋常小学校6年の修身で教育勅語が教えられていた。そのため、文部省が編纂し1907年から使われた国定の教科書「修身書」の第六巻に、教育勅語の解説が載っている。
「明治天皇が我等臣民のしたがひ守るべき道徳の大綱をお示しになるために下し賜わつたもの」であり、「我等臣民の永遠に守るべきもの」などと解説されている。
「聖訓ノ述義ニ関スル協議会報告」（1940年）
1940年は教育勅語渙發五十年記念にあたるため、記念式典が行われた。10月文部省内に聖訓ノ述義ニ関スル協議会が設置された。その際に編纂された文部省図書局「聖訓ノ述義ニ関スル協議会報告」に、教育勅語の逐語訳（現代語訳）および解釈が載っている。ここに載っている逐語訳「教育に関する勅語の全文通釈」が、文部省による公式の現代語訳であり、研究者の間では通称「全文通釈」と呼ばれる。
これは一般向けに公開されたものではない（逐語訳を公開すると不敬罪に問われる恐れがあり、文部当局といえども「不敬ではないか」という攻撃を気にせねばならなかった）ため、当時の一般人には知られていないが、数少ない公式の現代語訳であり、新字新仮名にさえすれば2000年代でも割と読みやすいので学生や一般人に説明するときに便利であり、また太平洋戦争期における教育勅語の超国家主義的な解釈を良く示すものとして、後世の研究者の間では知られる。
初等科修身　四（1941年）
文部省が編纂し、1941年より1945年まで使われた国民学校4年の修身の教科書に教育勅語の解説が載っている。極めて戦時色が強い。終戦後は進駐軍によって墨塗りが指示され（墨塗り教科書）、しばらく使われた後に修身の授業自体が停止され、教科書が回収されて廃棄された。
小学生には解釈が難しい「一旦緩󠄁急󠄁アレハ義勇公ニ奉シ」の部分は、これまでの教科書では「一身をさゝげて」などと解説されていたが、この版では「勇氣をふるひおこして、命をささげ、君國のためにつくさなければなりません」と、「命をささげる」ということを意味することが明確に解説されている。
教育勅語等排除に関する決議（1948年）
1948年6月19日に衆議院で全会一致で決議されたもの。「これらの詔勅の根本的理念が主権在君並びに神話的國体観に基いている事実は、明かに基本的人権を損い、且つ國際信義に対して疑点を残すもととなる」と解釈され、これをもって教育勅語は日本国から排除された。
なお、あくまで1948年の時点では、GHQの意向に逆らって教育勅語を擁護すると公職追放等の危険があったこともあり教育勅語の排除は衆・参で全会一致を見たが、後の時代には「教育勅語を全面的に支持する」「核の部分は支持できる」などと公言する議員も登場している。

## 文法誤用説
教育勅語に文法の誤用があるという説がある。すなわち、原文「一旦緩急アレバ義勇公ニ奉ジ」部分の「アレバ」は、条件節を導くための仮定条件でなくてはならず、和文の古典文法では「未然形+バ」、つまり「アラバ」が正しく、「アレバ」は誤用である、とする説である。
1910年代に中学生だった大宅壮一が国語の授業中に教育勅語の誤用説を主張したところ教師に諭された、と後に回想している。
なお、塚本邦雄も歌集『黄金律』114ページで「「アレバ」は「アラバ」の誤りなれば」として「秋風が鬱の顛頂かすめたり「一旦緩急アレバ義勇公ニ奉ジ」」の歌がある。
高島俊男は「文法のまちがいである」とした上で、「ただしこれは元田永孚の無学無知によるもの、とばかりも言い切れない。江戸時代以来、漢文先生は、国文法には一向に無頓着で、―そもそも彼らには漢文に対する敬意はあるが日本語に対する敬意はないから当然のこととして無頓着であったのだ―」と述べ、元田が前述の漢文訓読の慣行に従ったもの、とする見解を示している。

## 現場における誤読問題
福岡県の例では、中等学校の校長が「世々」をセイセイ、「成就」をセイシュウ、「相和し」をアイクヮシと発音。生徒や保護者から抗議の声が上がり、県庁に呼び出されて注意が与えられている。また、郡教育長が「世務」をセム、「遵守」をソンシュ、「御名」をオンナと発音。名誉職を辞退するよう追い込まれた。

## 記念碑
- 阿蘇神社（教育勅語記念碑、熊本県）
- 大倉山公園（三十周年記念碑、兵庫県）
- 大阪城公園（四十周年記念碑、大阪府）
- 坂井東光寺（五十周年記念碑、愛知県）
- 熊本県護国神社（百周年記念碑、熊本県）
- 椿大神社（百二十周年記念碑、三重県）
- 塩竃神社（百二十周年記念碑、宮城県）